# Evaldo Ferreira Vilela
Evaldo Ferreira Vilela é um cientista brasileiro que estuda agronomia, entomologia, feromônios e comportamento de insetos, controle biológico e ecologia química. Foi reitor da Universidade Federal de Viçosa entre 2000 e 2004 e presidente da Fundação de Amparo à Pesquisa do Estado de Minas Gerais. É membro titular da Academia Brasileira de Ciências desde 2012.
Em abril de 2020, Evaldo se tornou presidente do Conselho Nacional de Desenvolvimento Científico e Tecnológico, assumindo o cargo após exoneração de João Luiz Filgueiras de Azevedo.

## Carreira acadêmica
Fez graduação em Agronomia pela UFV (1971), mestrado em Entomologia pela USP (1975) e doutorado em Ecologia Química, na Universidade de Southampton (1983).
Evaldo ajudou a fundar o programa de pós-graduação em Entomologia da UFV, em 1984. O professor enfatiza que o programa não tem adjetivos - não é Entomologia Agrícola, nem Médica, nem Parasitológica, mas apenas Entomologia, uma ciência ampla e transversal. O programa foi pioneiro no Brasil ao pesquisar comportamento de insetos e feromônios - o restante do país focava apenas a taxonomia, a forma de combater os insetos ou sua relevância médica para os seres humanos, fugindo da ideia de que insetos são apenas pragas a serem combatidas.
Dentro da UFV, Evaldo foi docente, pesquisador, coordenador de curso, chefe do Departamento de Biologia Animal, diretor de centro de ciências, diretor da Fundação de Apoio à Universidade Federal de Viçosa (Funarbe) e reitor.
Se aposentou pela UFV em 2007.

## Atuação
Foi secretário adjunto de Estado de Ciência, Tecnologia e Ensino Superior de Minas Gerais. Foi presidente da Sociedade Entomológica do Brasil (SEB) entre 1991 e 1995, e foi presidente da Sociedade Brasileira de Defesa Agropecuária. Além disso, criou o SIMI – Sistema Mineiro de Inovação.
Em 2014, foi nomeado presidente da Fundação de Amparo à Pesquisa do Estado de Minas Gerais (Fapemig), cargo que veio a ocupar novamente em 2018.
Em março de 2019, se tornou presidente do Conselho Nacional das Fundações Estaduais de Amparo à Pesquisa - Confap, para um mandato de dois anos. Em novembro 2019, foi nomeado membro do Conselho Nacional de Ciência e Tecnologia (CCT), conselho que havia sido reativado no mês anterior.
Em 2014, escreveu para O Globo sobre a importância de se atualizar a legislação sobre licitações para a pesquisa científica no país, defendendo a aprovação do Código Nacional de Ciência e Tecnologia (que foi eventualmente aprovado em 2018), e sobre a aproximação da ciência nacional com a sociedade.
É Coordenador Científico do Instituto Fórum do Futuro, um grupo que busca debater desenvolvimento sustentável com foco em produção de alimentos e energia, desde a sua fundação em 2013. Evaldo já escreveu para o Fórum do Futuro sobre a superação do modelo atual de mineração em Minas Gerais, dito insustentável, e sobre como avanços tecnológicos podem ameaçar o emprego de milhões de pessoas ao redor do mundo, entre outros temas.
Em uma entrevista concedida em 2019 para o Jornal da Ciência, da Sociedade Brasileira para o Progresso da Ciência (SBPC), comentou sobre a importância da ciência para sair de uma crise. Afirmou que os cortes na ciência comprometem o futuro da pós-graduação no país, e que ciência, tecnologia, inovação e educação têm que ser prioridade. Disse também que a ciência tem que estar mais próxima da sociedade, trabalhando teses que contribuam com o desenvolvimento do país.
Em abril de 2020, foi nomeado presidente do Conselho Nacional de Desenvolvimento Científico e Tecnológico, o CNPq.

## Prêmios
Entre os prêmios recebidos estão o Grande Prêmio CAPES da Tese Johanna Döbereiner em ciências agrárias de 2007, como orientador, e o Prêmio Nacional de Ecologia Química Prof. José Tércio Barbosa da Sociedade Brasileira de Ecologia Química (2009). Em 2018, recebeu o Prêmio Ordem Nacional do Mérito Científico e a Medalha Nacional do Mérito Científico, sendo admitido na classe Comendador da Sociedade Brasileira para o Progresso da Ciência, na área de Ciências Agrárias.